# Cliente (economia)
Um cliente (também conhecido como um comprador) é geralmente usado para se referir a um actual ou potencial comprador ou usuário dos produtos de um indivíduo ou organização, chamado o fornecedor ou vendedor . Isto acontece normalmente através da compra ou aluguel de bens ou serviços. No entanto, em certos contextos, o termo cliente inclui também pela extensão de qualquer entidade que usa ou experimenta os serviços de outro. Um cliente também pode ser um visualizador do produto ou serviço que está sendo vendido apesar de decidir não comprá-los.
"Cliente" também tem um significado mais generalizado, como no atendimento ao cliente e um significado menos comercial em áreas sem fins lucrativos. Para evitar consequências indesejadas em algumas áreas, como serviços governamentais, serviços comunitários e educação, o termo "cliente" é por vezes substituído por palavras como "utente". Isto é feito para responder às preocupações de que "cliente" esteja comotado com uma relação estritamente comercial que envolve a compra de produtos e serviços. No entanto, alguns gerentes neste ambiente , em que a ênfase está em ser útil para as pessoas com quem se está a lidar em vez visar vendas comerciais, confortavelmente usam a palavra "cliente" para clientes internos e externos.